# Real Jardín Botánico Tel al-Rumman

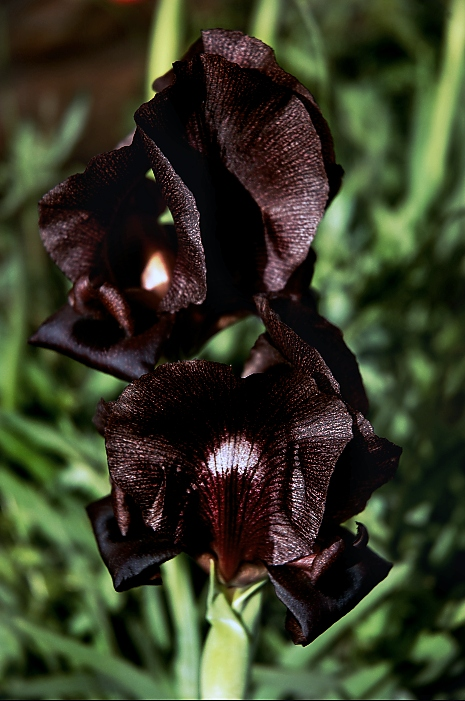
La flor del Iris negroIris chrysophages.

El Real Jardín Botánico Tel al-Rumman en inglés : The Royal Botanic Gardens, Tel al-Rumman es un jardín botánico de unas 800 hectáreas de extensión que ocupa unas laderas semidespejadas de un monte, a unos 20 kilómetros de Amán. Este jardín botánico presenta trabajos para la Agenda Internacional para la Conservación en los Jardines Botánicos. 

## Localización
Se encuentra ubicado a unos 20 km al norte de la capital Amán, en unas laderas de un monte que domina sobre la presa « King Talal Dam », con un desnivel de unos 300 metros de su parte más baja a la más alta.
Royal Botanic Garden, P.O. Box 99, Ammán, 11910 Jordan-Jordania.

## Historia
El día 21 de marzo del 2005, su alteza real el Príncipe Faisal regente de Jordania, inauguró el primer jardín botánico nacional del reino Hachemita de Jordania. 
Este proyecto había sido alentado por su alteza real la princesa Basma bint Ali, y por sus iniciativas se ha impulsado una colaboración con el BGCI, el cual junto con un equipo de expertos locales están trabajando en colaboración para la planificación y el desarrollo del Real Jardín Botánico. 

## Colecciones
La vegetación original del emplazamiento estaba muy esquilmada por cientos de años de sobrepastoreo en esta zona árida, lo que había dejado la ladera muy desnuda de vegetación, no obstante hay algunos ejemplares de árboles centenarios de gran porte tal como roble, olivo, cipreses, pistacho (Pistacia atlantica), Juniperus phoenicia, 
Con unas 500 especies de plantas catalogadas, con ejemplares de Notobasis syriaca, el raro iris negro Iris petrana, y el tulipán silvestre Tulipa agenensis.
En su planificación el Real Jardín Botánico tiene intención de trabajar para conservar algunos de los habitat y de las plantas indígenas típicas de las diversas regiones biogeográficas de Jordania. 
El jardín también incluirá en sus colecciones en proyecto eventualmente colecciones de plantas extranjeras de áreas relacionadas tales como la región mediterránea y las zonas tropicales, así como colecciones temáticas, por ejemplo una exhibición de hierbas medicinales y otra de orquídeas.

## Actividades
Jordania es un país particularmente rico en plantas silvestres. A pesar de su pequeño tamaño, es el hogar de diversos biotopos con más de 2.000 especies de plantas, muchas de ellas endémicas de Jordania. No obstante esta herencia rica de biodiversidad, en la mayoría de los casos, se encuentra en graves amenazas por la urbanización, la utilización del suelo pobre para la agricultura y el sobrepastoreo, así como la extensión de la población. Se ha hecho hasta ahora solamente una investigación científica muy superficial sobre su flora, y todavía hay indudablemente plantas desconocidas para la ciencia, que se intentan ir descubriendo y catalogando con vistas a su conservación. 